# Pierwsze wyjście z mroku
Pierwsze wyjście z mroku – debiutancki album studyjny zespołu Coma wydany w 2004 roku. Na album składają się utwory zarówno balladowe (Leszek Żukowski, Pasażer, 100 tysięcy jednakowych miast) jak i momenty ostrego brzmienia (m.in. Czas globalnej niepogody, Ocalenie czy tytułowe Pierwsze wyjście z mroku), a całość zwieńczona jest skocznym koncertowym utworem Skaczemy (oficjalnie nie wymieniony na płycie). Album otrzymał nagrodę Fryderyka za Album Roku w kategorii Rock w 2005 roku, oraz II miejsce za Album Roku w plebiscycie Teraz Najlepsi.
Nagrania dotarły do 7. miejsca listy OLiS.
W marcu 2023 album uzyskał certyfikat platynowej płyty.

## Lista utworów
Słowa: Piotr Rogucki, muzyka: Coma.
1. „Leszek Żukowski” – 8:15
2. „Sierpień” – 5:50
3. „Chaos kontrolowany” – 4:31
4. „Pierwsze wyjście z mroku” – 5:54
5. „Pasażer” – 5:10
6. „Ocalenie” – 5:25
7. „Spadam” – 4:57
8. „Czas globalnej niepogody” – 4:12
9. „Nie wierzę skurwysynom” – 5:57
10. „Sto tysięcy jednakowych miast” – 6:43
11. „Zbyszek” – 5:24
12. „Skaczemy” (utwór ukryty) – 3:04

## Twórcy
- Rafał Matuszak – gitara basowa, opracowanie graficzne
- Dominik Witczak – gitara, brzmienia syntetyczne, miksowanie
- Marcin Kobza – gitara
- Tomasz Stasiak – perkusja
- Piotr Rogucki – wokal, teksty
- Jacek Gawłowski – mastering
- Tomasz Bonarowski – miksowanie, produkcja muzyczna
- Paweł Jóźwicki – producent wykonawczy
- Łukasz Lubiatowski – producent wykonawczy[5].